# Cantone di Séné
Il Cantone di Séné è una divisione amministrativa dell'Arrondissement di Vannes.
È stato costituito a seguito della riforma approvata con decreto del 21 febbraio 2014, che ha avuto attuazione dopo le elezioni dipartimentali del 2015.

## Composizione
Comprendeva inizialmente 11 comuni ridottisi poi, dal 1º gennaio 2016, a 10 per effetto della fusione dei comuni di Theix e Noyalo per formare il nuovo comune di Theix-Noyalo.
- Arzon
- Le Hézo
- Saint-Armel
- Saint-Gildas-de-Rhuys
- Sarzeau
- Séné
- Surzur
- Theix-Noyalo
- Le Tour-du-Parc
- La Trinité-Surzur